# Chafariz das Virtudes

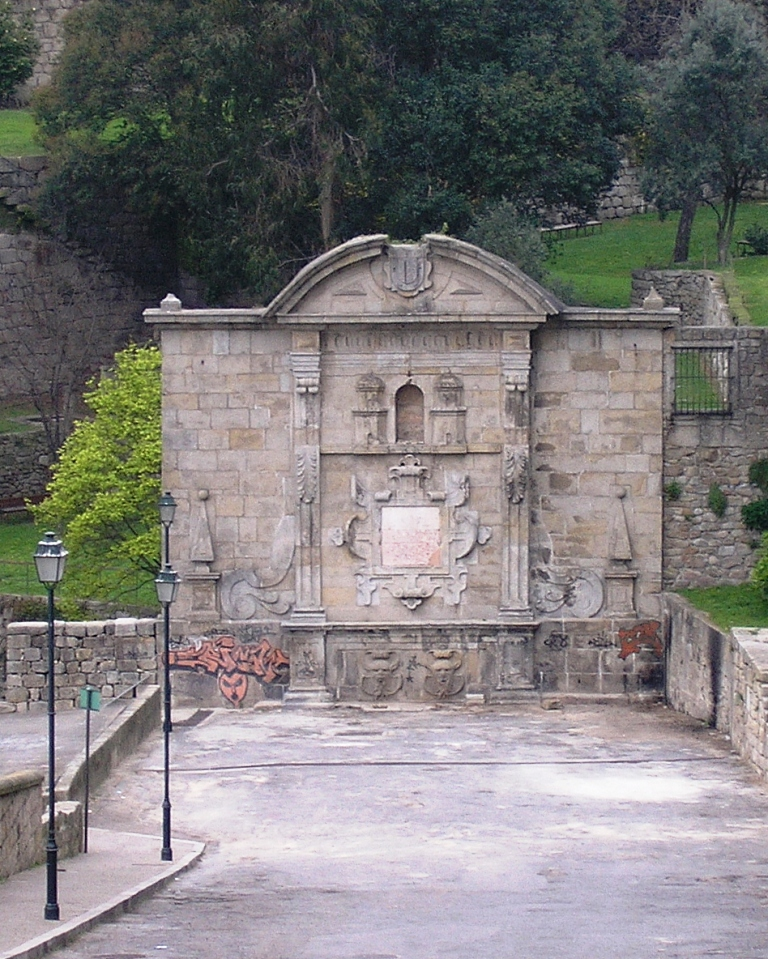
Der Chafariz das Virtudes, heute Teil des Jardim das Virtudes

Der Chafariz das Virtudes (auch Fonte das Virtudes, Fonte do Rio Frio) ist ein barocker Brunnen im Stadtteil Miragaia der portugiesischen Stadt Porto.

## Geschichte
Im Jahr 1619 beauftragte der Rat der Stadt Porto den Bau der Fonte do Rio Frio, später in Fonte das Virtudes umbenannt. Mit dem Brunnen sollte das Wasser des Rio Frio und verschiedener Minen für die Anwohner nutzbar gemacht werden. Als Architekt zeichnete Pantaleão de Seabra e Sousa verantwortlich, Fidalgo des königlichen Hauses und Bürgermeister (regedor) der Stadt.
Im Juni 1910 wurde dem Brunnen der Status eines Monumento Nacional zuerkannt.

## Beschreibung
Die Anlage besteht aus einem hohen Giebel der mit dem königlichen Wappen abschließt, in der Mitte eine – heute leere – Nische für eine Statue der Nossa Senhora das Virtudes.